# Ethiopica umbra
Ethiopica umbra är en fjärilsart som beskrevs av Le Cerf 1922. Ethiopica umbra ingår i släktet Ethiopica och familjen nattflyn. Inga underarter finns listade i Catalogue of Life.